# Neatsville
Neatsville – obszar niemunicypalny w Stanach Zjednoczonych, w stanie Kentucky, w hrabstwie Adair. Położony na skrzyżowaniu dróg Kentucky Route 206 i Kentucky Route 76.